# Bakonya
Bakonya je obec v Maďarsku v župě Baranya.
Rozkládá se na ploše 15,07 km² a v roce 2024 zde žilo 342 obyvatel.